# Enoicyla costae
Enoicyla costae är en nattsländeart som beskrevs av Mclachlan 1876. Enoicyla costae ingår i släktet Enoicyla och familjen husmasknattsländor. Inga underarter finns listade i Catalogue of Life.